# Nate (Internetportal)
Nate ist eine südkoreanische Suchmaschine und Webportal.
Gegründet wurde das Portal von SK Communications, einer Tochtergesellschaft der SK Group. Es betreibt auch das soziale Netzwerk Cyworld. Nate ist ein Konkurrenzprodukt zu den zuvor gegründeten Internetunternehmen Naver und Daum. Im Juni 2004 hatte Nate erstmals mehr Seitenabrufe pro Woche als Daum (3,8 Milliarden zu 3,7 Milliarden). Nate betreibt das Instant-Messaging-Programm NateOn. In der dritten Maiwoche 2004 hatte NateOn 7,54 Millionen Nutzer in Südkorea. Der MSN Messenger hatte zu diesem Zeitpunkt in Südkorea nur 6,5 Millionen Nutzer.